# Gródek (obwód chmielnicki)
Gródek, także Gródek Podolski lub Gródek Bedrychowski (ukr. Городок, Horodok) – miasto na Ukrainie, w obwodzie chmielnickim, w rejonie chmielnickim, w hromadzie Gródek, nad rzeką Smotrycz. Do 2020 siedziba rejonu gródeckiego.
W mieście stacja kolejowa Wiktorija.

## Opis
Miejscowość została założona w 1362 roku. W 1496 rodzina Świrczów erygowała w Gródku świątynię łacińską. W 1542 roku, zgodnie z rejestrem poborowym, połowa Gródka należała do Herburtów. W 1583 roku wojewoda Mikołaj Herburt ufundował w Gródku kościół katolicki. Po wyzwoleniu Podola spod okupacji tureckiej kościół ten poświęcono na nowo pod wezwaniem św. Stanisława biskupa i Najświętszej Marii Panny.
Do 1795 w Rzeczypospolitej Obojga Narodów.
Na mocy umowy między II RP a państwem radzieckim między innymi Gródek Podolski popadł pod władzę bolszewików i ich państwa. Organizatorem obrony ludności po traktacie ryskim był Michał Dobrowolski.
Podczas okupacji hitlerowskiej, w październiku 1941 roku Niemcy utworzyli getto dla żydowskich mieszkańców. Przebywało w nim około 1000 osób. 16 stycznia 1943 roku Niemcy zlikwidowali getto, a Żydów zamordowano na miejscu a część wywieziono do getta w Jarmolińcach.
Administratorem parafii przez pewien czas był tam Jan Olszański. Od kilkunastu lat Gródek utrzymuje partnerskie kontakty w Sochaczewem, miastem w woj. mazowieckim.
Status miasta posiada od 1957 roku.
W 1970 liczyło 15 tys. mieszkańców, w 1989 liczyło 17 686, a w 2013 – 16 671 mieszkańców.

## Zabytki
- kościół pw. św. Anny z 1732 roku, w dzielnicy Stare Miasto, w pobliżu zamku. Zbudował go przy wsparciu wiernych ksiądz Jan Molędziński. Kościołem opiekowali się franciszkanie z Kamieńca Podolskiego. W pobliżu znajdował się cmentarz z dzwonnicą[10]. Zamknięty w 1866 roku na polecenie Rosjan. W 1900 roku władze rosyjskie przekazały budynek prawosławnym, którzy jednak nie podjęli w nim żadnych prac. W 1917 roku katolicy wysłali petycję do Petersburga z prośbą o zwrot kościoła, na co wyrażono zgodę. Kościół został zburzony przez Związek Wojujących Bezbożników po 1930 roku[3].
- dzwonnica kościoła św. Anny, zburzona wraz z kościołem
- Kościół św. Stanisława z lat 1776–1779, proj. Fryderyk Gisges. W 1783 roku dobudowano dwie kaplice[3]. W 1914 roku wydano zgodę na rozbudowę kościoła. W latach 30.XX wieku kościół został zburzony przez bolszewików[3].
- cerkiew św. Aleksandra Newskiego z 1841 r., zburzona z rozkazu J. Stalina w 1934 r.[11]
- zamek[12]
- wały miejskie z XVII wieku
- klasztor szarytek (Sióstr Miłosierdzia) z 1779 roku w stylu późnobarokowym, ufundowany przez Jana Jakuba Zamoyskiego. Przebudowany na Instytut Teologii Katolickiej.
- klasztor franciszkanów z 1762 roku, murowany, parterowy. Zbudowany przy kościele św. Anny. Konwent skasowali Rosjanie w 1866 roku. Budynek zburzono około 1900 roku[3].

inne obiekty
- Cerkiew św. Onufrego w Gródku

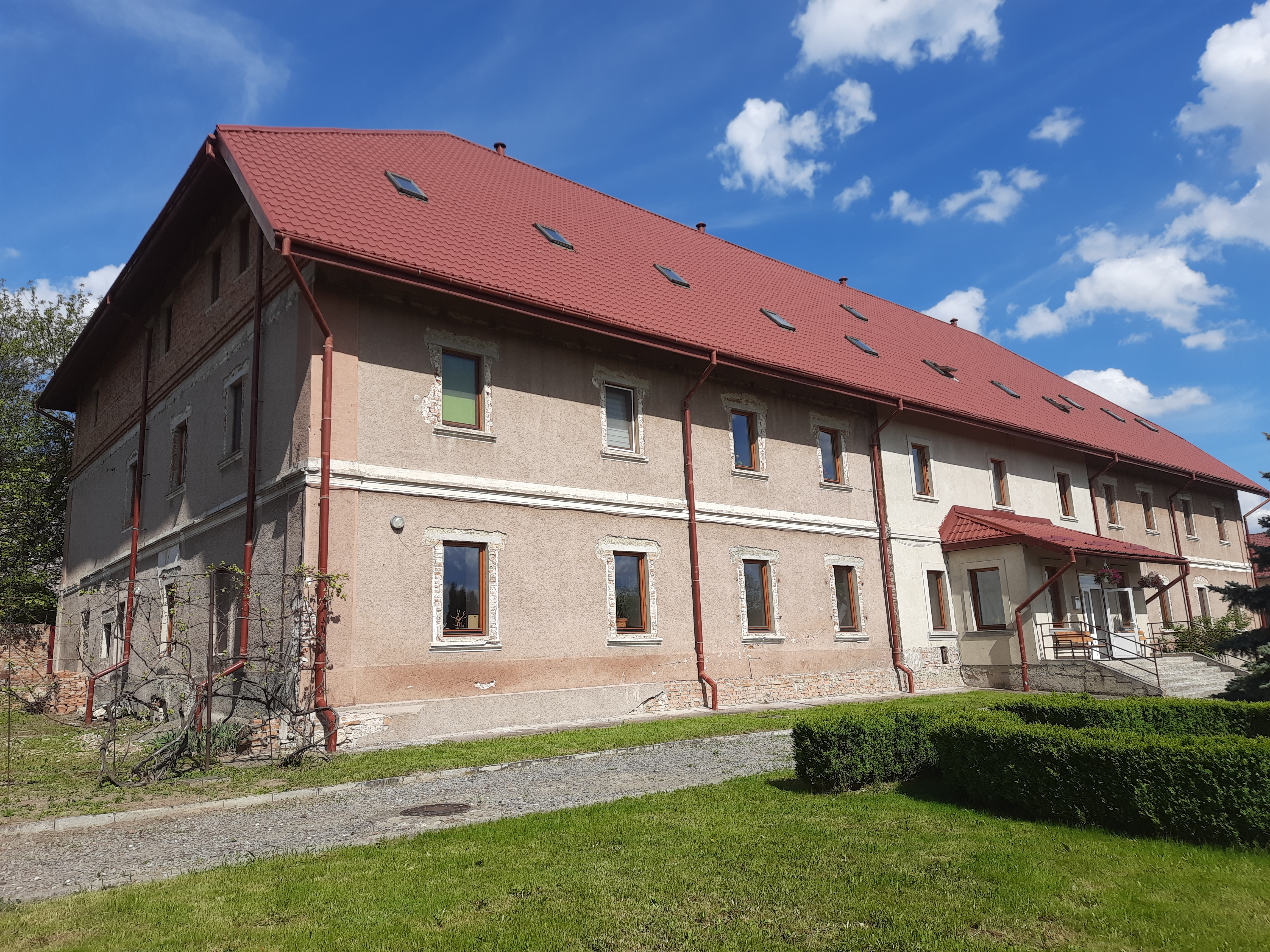
Klasztor Szarytek
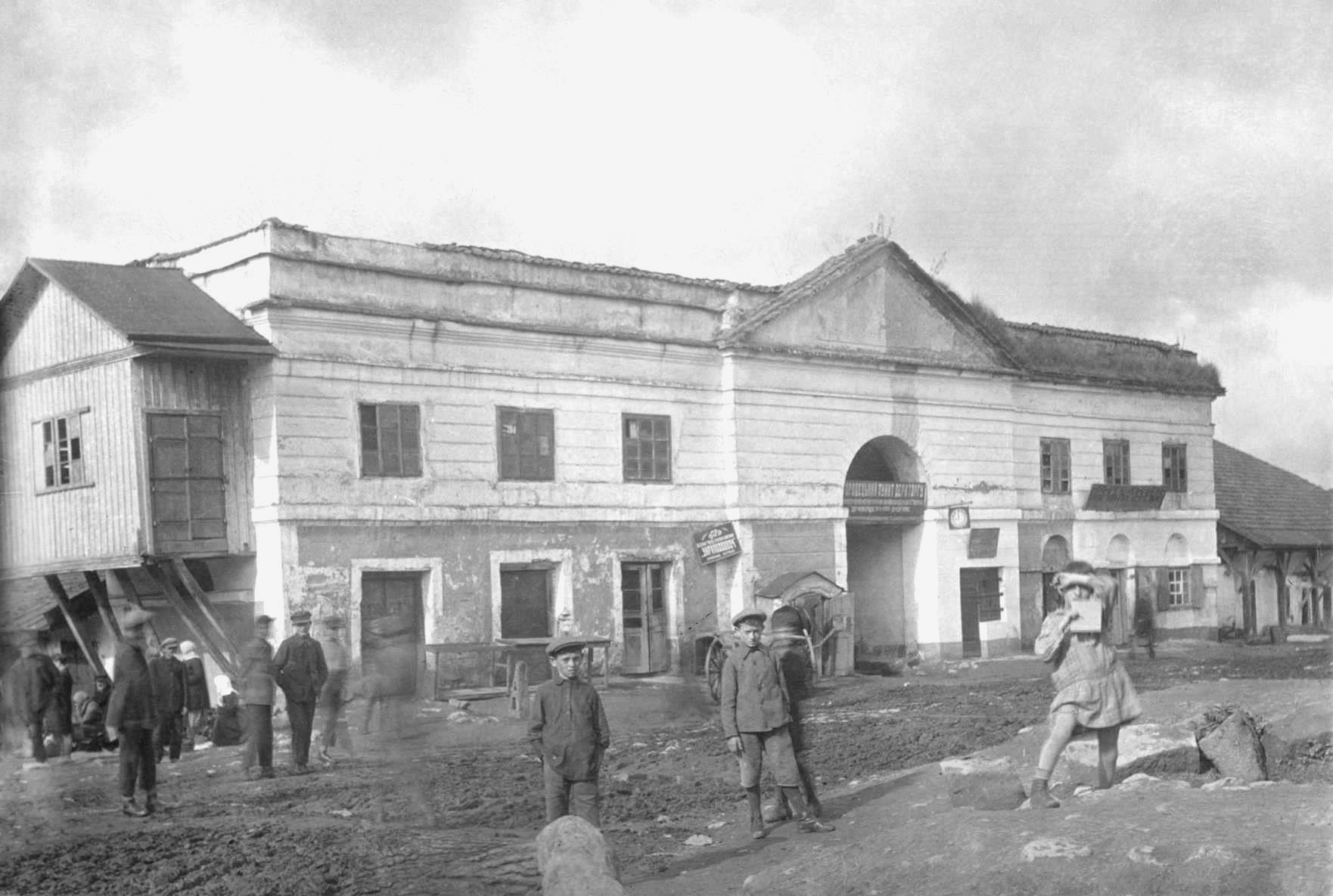
Ratusz
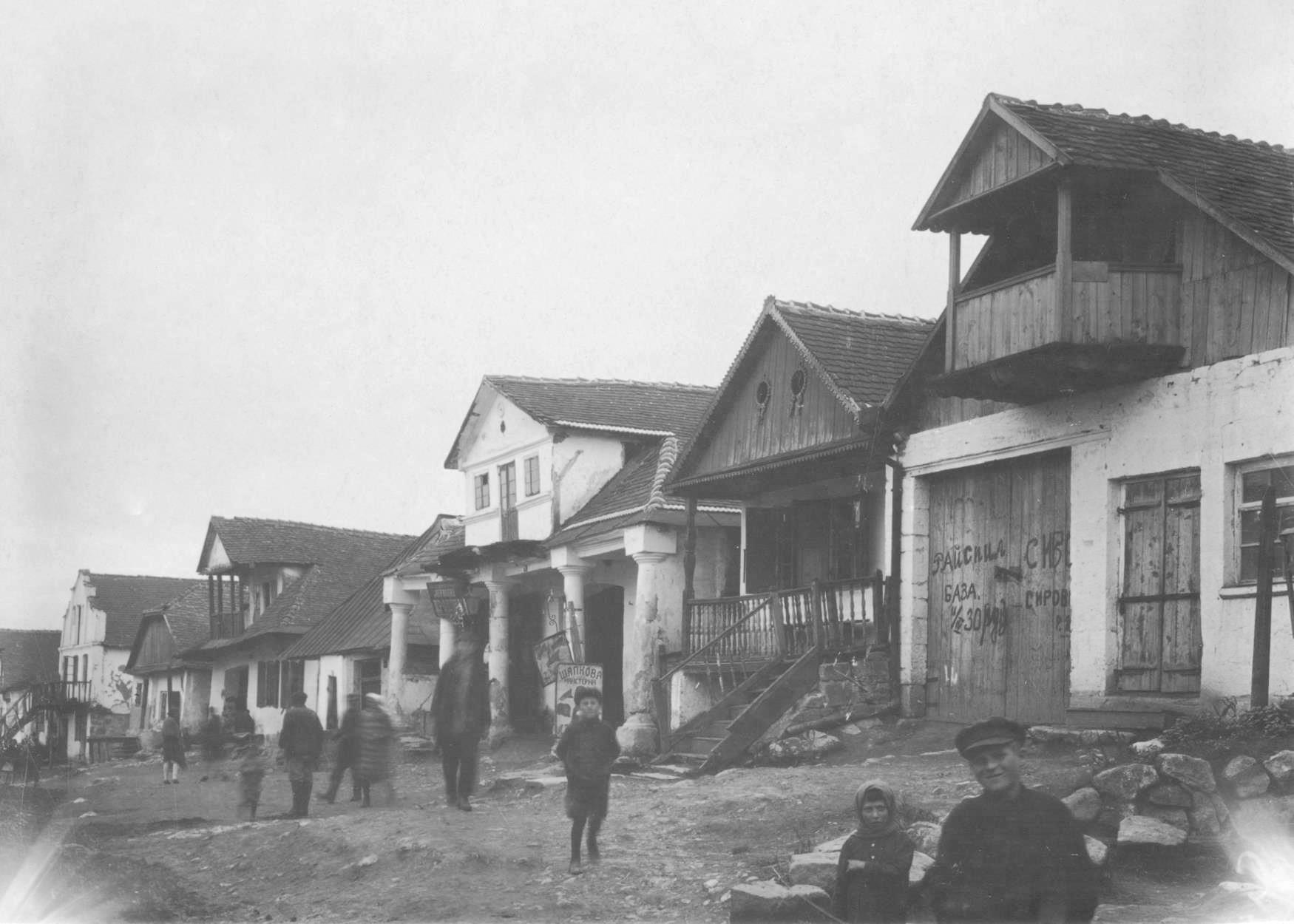
Rynek
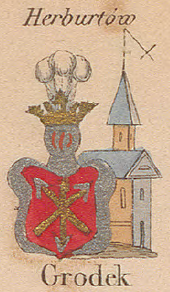

## Urodzeni
- Jan Paweł Lenga – emerytowany biskup Diecezji Karaganda w Kazachstanie.

## Związani
- Siergiej Winogradski

## Miasta partnerskie
- Sochaczew